# Kaio Márcio de Almeida
Kaio Márcio Ferreira da Costa Almeida (João Pessoa, 19 de outubro de 1984) é um nadador brasileiro, especialista no nado borboleta. Foi recordista mundial nas provas de 50 m e 200 m borboleta em piscina curta, campeão mundial dos 100 m borboleta em piscina curta, e nos 200 m borboleta em piscina longa, finalista olímpico em Pequim 2008 e quarto lugar no Mundial de 2009.
Desde 2015 nada pelo Minas Tênis Clube e, atualmente, cuida do Centro Aquático Kaio Márcio, escola de natação na cidade de Belo Horizonte.

## Trajetória esportiva

### Início
Começou a nadar no Esporte Clube Cabo Branco, em João Pessoa, aos nove anos de idade. Kaio tinha crises de asma, e começou a frequentar as piscinas por indicação médica, e por influência de seu pai. À época, tinha o apelido de "Gordo", apelido que perdeu aos 15 anos, quando entrou em forma e começou a treinar e competir regularmente.

### 2003
Aos 18 anos, Kaio Márcio esteve no 10º Mundial de Esportes Aquáticos de Barcelona 2003, onde foi à semifinal dos 200 metros borboleta, ficando em 13º lugar. Também participou da prova dos 100 metros borboleta, ficando em 22º.
Em agosto, foi aos Jogos Pan-Americanos de 2003 em Santo Domingo, onde obteve medalha de prata nos 200 metros borboleta e nos 4x100 metros medley, e medalha de bronze nos 100 metros borboleta.

### 2004
Participou dos Jogos Olímpicos de Verão de 2004 em Atenas, na Grécia, no mês de agosto, onde ficou em 17º nos 100 metros borboleta, 19º nos 200 metros borboleta e 15º no revezamento 4x100m medley.
Em 10 de setembro de 2004 bateu o recorde sul-americano dos 50 metros borboleta, com a marca de 23s33. A marca anterior pertencia a Nicholas Santos, 23s41, tempo de 2001.

### 2005
Kaio esteve, em julho, no Campeonato Mundial de Esportes Aquáticos de 2005 em Montreal, onde foi finalista dos 100 metros borboleta, terminando em sétimo lugar. Também ficou em 14º nos 200 metros borboleta e 17º nos 50 metros borboleta.
Em 2005 bateu mais duas vezes o recorde sul-americano dos 50 metros borboleta: 23s17 em 9 de setembro, e 22s92 em 21 de novembro. Em 17 de dezembro, no Open, conseguiu estabelecer um novo recorde mundial nos 50 metros borboleta em piscina curta (25metros), com o tempo de 22s60. O antigo recorde mundial era de Ian Crocker, nadador americano. O recorde só foi batido em 2008 pelo australiano Matt Jaukovic.

### 2006
O nadador conseguiu seu maior título no Campeonato Mundial de Natação em Piscina Curta de 2006 realizado em abril em Shanghai, na China, ao obter a medalha de ouro na prova dos 100 metros borboleta. Nessa competição também foi medalha de bronze nos 50 metros borboleta, e ficou em décimo lugar nos  200 metros borboleta.
Foi medalha de ouro nos 50 metros, 100 metros e 200 metros borboleta das etapas da Copa do Mundo de Sydney e Daejeon, e nos 50 metros e 100 metros na etapa de Belo Horizonte, na temporada de 2005/2006; medalha de prata nos 200 metros borboleta e de bronze nos 100 metros borboleta no Grand Prix do Missouri (Estados Unidos), em 2008; campeão sul-americano absoluto dos 100 e 200 metros borboleta e do revezamento 4x100 metros medley em 2006; e medalha de prata nos 100 metros borboleta na etapa de Canet (França) do Circuito Mare Nostrum de Natação de 2007.

### 2007
Nos Jogos Pan-Americanos de 2007 realizados no Rio de Janeiro, Kaio obteve duas medalhas de ouro nos 100 metros borboleta (com recorde do Pan) e nos 200 metros borboleta (recorde do Pan e recorde sul-americano), além da prata no 4x100 metros medley (recorde sul-americano).

### 2008
Chegou à final olímpica dos 200 metros borboleta em Pequim 2008, terminando em sétimo lugar. Também ficou em 15º lugar nos 100 metros borboleta, e 14º no 4x100 metros medley.

### 2009
Em 2009, no Parque Aquático Maria Lenk, Kaio Márcio fez o quinto melhor tempo da história dos 200 metros borboleta: 1m53s92, marca obtida em 8 de maio de 2009, recorde sul-americano.
No Mundial de Roma 2009, Kaio Márcio terminou em quarto lugar nos 200 metros borboleta, com o tempo de 1m54s27. Também participou de outras provas, ficando em 20º nos 50 metros borboleta e 29º nos 100 metros borboleta.
Na etapa de Estocolmo da Copa do Mundo de Piscina Curta (25 metros), em novembro de 2009, Kaio bateu o recorde mundial dos 200 metros borboleta, com o tempo de 1m49s11.

### 2010
Em dezembro de 2010, no Campeonato Mundial de Natação em Piscina Curta de 2010, Kaio Márcio ganhou a medalha de bronze na prova dos 100 metros borboleta, com o tempo de 50s33. Na prova dos 200 metros borboleta, sua especialidade, ganhou a medalha de prata, com o tempo de 1m51s56. Juntamente com César Cielo, Felipe França e Guilherme Guido, bateu o recorde sul-americano dos 4x100 metros medley, com o tempo de 3m23s12, obtendo a medalha de bronze.

### 2011
Em julho, no Campeonato Mundial de Esportes Aquáticos de 2011 realizado em Shanghai, o nadador ficou em décimo nos 200 metros borboleta, 25º nos 100m borboleta e 14º no revezamento 4x100 metros medley.
Nos Jogos Pan-Americanos de 2011 realizados em outubro em Guadalajara, Kaio não faz uma boa participação, mas ainda assim obteve o ouro nos 4x100 metros medley, e o bronze nos 200 metros borboleta.

### 2012
Nos Jogos Olímpicos de Londres 2012, ele terminou em 15º nos 4x100 metros medley, 17º nos 200 metros borboleta, e 28º nos 100 metros borboleta.
No Campeonato Mundial de Natação em Piscina Curta de 2012 em Istambul, terminou em quarto lugar nos 4x100 metros medley, 11º nos 50 metros borboleta, e 18º nos 100 metros borboleta.

### Aposentadoria e retorno

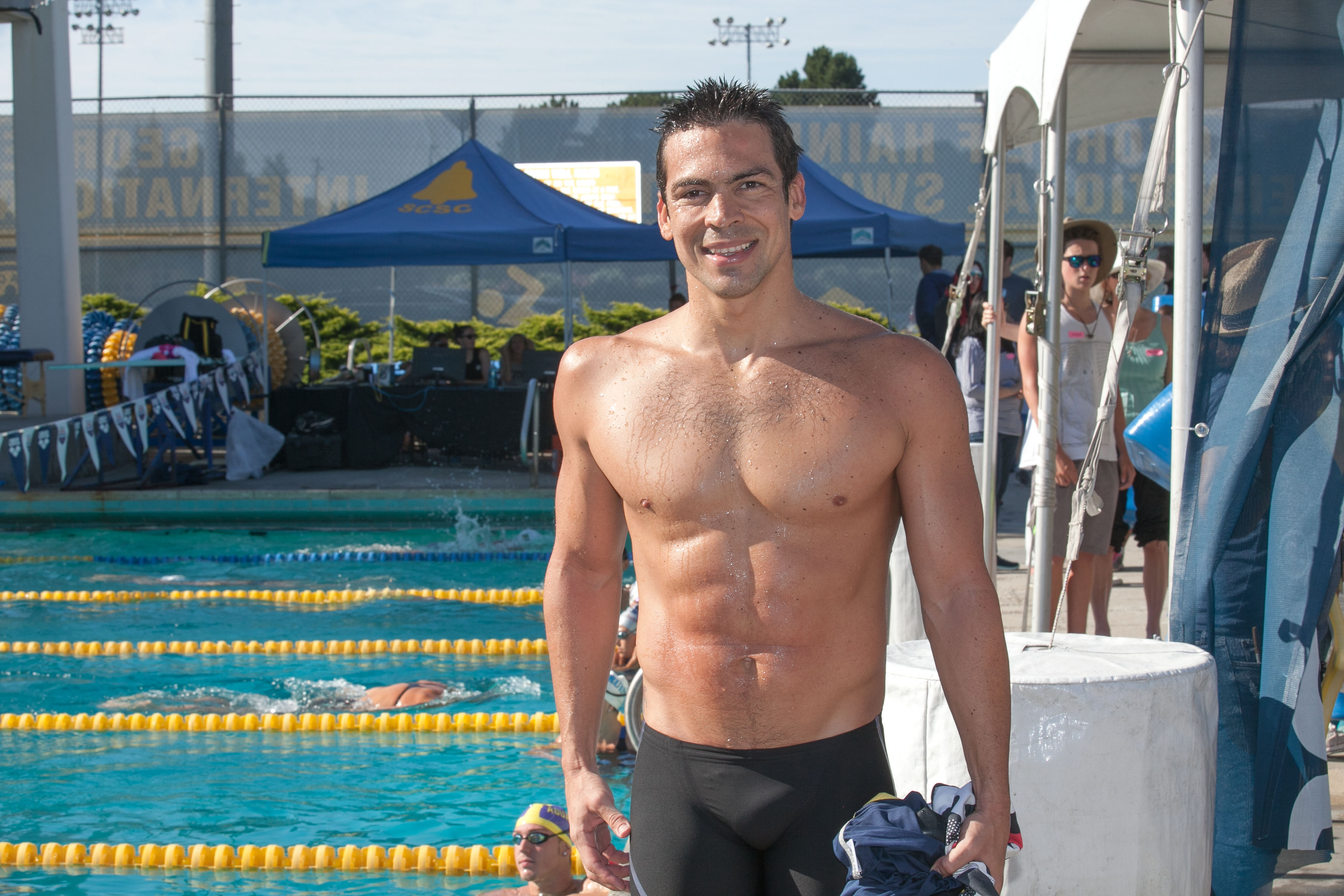
Kaio Márcio em 2016

Kaio Márcio se aposentou da natação e tentou virar político, mas retornou às piscinas. Desde outubro de 2010 é filiado ao Partido Ecológico Nacional (PEN).

### 2015
Nos Jogos Pan-Americanos de 2015 em Toronto, no Canadá, ele ganhou uma medalha de ouro na prova dos 4x200 metros livre, por participar das eliminatórias da prova. Também terminou em quinto lugar nos 200 metros borboleta.

## Recordes
Kaio Márcio é o atual detentor dos seguintes recordes:
| Prova                | Marca   | Data                   | Recorde       | Tipo de piscina |
| -------------------- | ------- | ---------------------- | ------------- | --------------- |
| 200 metros borboleta | 1m53s92 | 8 de maio de 2009      | sul-americano | longa           |
| 200 metros borboleta | 1m49s11 | 10 de novembro de 2009 | mundial       | curta           |
| 100 metros borboleta | 49s44   | 11 de novembro de 2009 | sul-americano | curta           |
| 4x100 metros medley  | 3m23s12 | 19 de dezembro de 2010 | sul-americano | curta           |

Kaio Márcio também é ex-recordista das seguintes provas:
| Prova                | Marca   | Data                   | Recorde       | Tipo de piscina |
| -------------------- | ------- | ---------------------- | ------------- | --------------- |
| 100 metros borboleta | 51s64   | 6 de maio de 2009      | sul-americano | longa           |
| 4x100 metros medley  | 3m35s81 | 22 de julho de 2007    | sul-americano | longa           |
| 50 metros borboleta  | 22s60   | 17 de dezembro de 2005 | mundial       | curta           |
| 50 metros borboleta  | 22s44   | 10 de novembro de 2009 | sul-americano | curta           |

## Principais resultados
| Ano  | Torneio                             | Local                               | Prova                | Resultado | Marca   | Recorde                                                  |
| ---- | ----------------------------------- | ----------------------------------- | -------------------- | --------- | ------- | -------------------------------------------------------- |
| 2003 | Jogos Pan-Americanos                | Santo Domingo, República Dominicana | 200 metros borboleta | 2º        | 1:58.10 |                                                          |
| 2003 | Jogos Pan-Americanos                | Santo Domingo, República Dominicana | 4x100 metros medley  | 2º        | 3:40.02 |                                                          |
| 2003 | Jogos Pan-Americanos                | Santo Domingo, República Dominicana | 100 metros borboleta | 3º        | 53.44   |                                                          |
| 2006 | Campeonato Mundial em Piscina Curta | Xangai, China                       | 100 metros borboleta | 1º        | 51.07   |                                                          |
| 2006 | Campeonato Mundial em Piscina Curta | Xangai, China                       | 50 metros borboleta  | 3º        | 23.07   |                                                          |
| 2007 | Jogos Pan-Americanos                | Rio de Janeiro, Brasil              | 100 metros borboleta | 1º        | 52.05   | Recorde dos Jogos Pan-Americanos                         |
| 2007 | Jogos Pan-Americanos                | Rio de Janeiro, Brasil              | 200 metros borboleta | 1º        | 1:55.45 | Recorde dos Jogos Pan-Americanos · Recorde sul-americano |
| 2007 | Jogos Pan-Americanos                | Rio de Janeiro, Brasil              | 4x100 metros medley  | 2º        | 3:35.81 | Recorde sul-americano                                    |
| 2008 | Jogos Olímpicos                     | Pequim, China                       | 200 metros borboleta | 7º        | 1:54.71 |                                                          |
| 2009 | Campeonato Mundial                  | Roma, Itália                        | 200 metros borboleta | 4º        | 1:54.27 |                                                          |
| 2010 | Campeonato Mundial em Piscina Curta | Dubai, Emirados Árabes Unidos       | 200 metros borboleta | 2º        | 1:51.61 |                                                          |
| 2010 | Campeonato Mundial em Piscina Curta | Dubai, Emirados Árabes Unidos       | 100 metros borboleta | 3º        | 50.33   |                                                          |
| 2010 | Campeonato Mundial em Piscina Curta | Dubai, Emirados Árabes Unidos       | 4x100 metros medley  | 3º        | 3:23.12 | Recorde sul-americano                                    |
| 2011 | Jogos Pan-Americanos                | Guadalajara, México                 | 4x100 metros medley  | 1º        | 3:34.58 |                                                          |
| 2011 | Jogos Pan-Americanos                | Guadalajara, México                 | 200 metros borboleta | 3º        | 1:58.78 |                                                          |